# 日経アジア賞
日経アジア賞（にっけいあじあしょう）は、日本経済新聞社の創立120年を記念して設立された賞である。1996年から2020年まで毎年表彰されていた。
経済発展部門（2017年の第22回の表記では「経済部門」）、科学技術部門および文化部門（同「文化・社会部門」）の3部門が存在した。日本を除くアジアの個人および団体が対象となり、表彰のほか副賞として賞金300万円が授与された。
2021年からは、アジアや世界の変革を促して自由で豊かな経済社会の実現を後押しする「アジア発のイノベーション」を表彰する日経アジアアワードが創設された。

## 受賞者
※肩書きはすべて受賞当時。

### 経済部門
- 第1回　ウィジョヨ・ニティサストロ（英語版）（インドネシア国家経済顧問）
- 第2回　マンモハン・シン（元インド蔵相）
- 第3回　倪潤峰（四川長虹電子集団公司董事長兼総経理）
- 第4回　許文竜（奇美実業董事長）
- 第5回　スパチャイ・パニチャパック（タイ副首相兼商業相）
- 第6回　ナラヤナ・ムルティ（インフォシス・テクノロジーズ会長兼CEO）
- 第7回　ヴォー・トン・スワン（英語版）（アンザン大学学長）
- 第8回　李憲宰（英語版）（韓国元財政経済相）
- 第9回　ムハマド・ユヌス（グラミン銀行総裁）
- 第10回　モリス・チャン（台湾積体電路製造（TSMC）会長）
- 第11回　オリビア・ラム（英語版）（ハイフラックスCEO兼社長）
- 第12回　ミーチャイ・ウィラワイタヤ（英語版）（人口と地域開発協会会長）
- 第13回　中国政法大学公害被害者法律援助センター
- 第14回　キラン・マズムダル・ショウ（英語版）（バイオコン会長）
- 第15回　トニー・フェルナンデス（エアアジアCEO）
- 第16回　アントニオ・メロト（英語版）（ガワッド・カリンガ代表）
- 第17回　楊勇（環境活動家）
- 第18回　チュオン・ザー・ビン（英語版）（FPTコーポレーション会長兼CEO）
- 第19回　デビ・プラサド・シェティ（英語版）（ナラヤナ・ヘルス病院グループ会長兼創業者）
- 第20回　マイ・キエウ・リエン（英語版）（ビナミルク会長兼CEO）
- 第21回　アクシャヤ・パトラ財団（英語版）
- 第22回　ナンダン・ニレカニ（インド固有識別番号庁初代総裁）
- 第23回　馬軍（英語版）（公衆環境研究センター代表）
- 第24回　ナディム・マカリム（英語版）（ゴジェック創業者・最高経営責任者）
- 第25回　アンソニー・タン（グラブ最高経営責任者）・　タン・フイリン（英語版）（グラブ共同創業者）

### 科学技術部門
- 第1回　袁隆平（湖南雑交水稲研究中心主任）
- 第2回　崔亨燮（韓国科学技術団体総連合会会長）
- 第3回　マレーシアゴム研究所
- 第4回　趙其国（前中国科学院南京土壌科学研究所所長）
- 第5回　シンガポール国立大学付属分子細胞生物学研究所
- 第6回　李鎬汪（大韓民国学術院会長）
- 第7回　マラヤ大学医学部医科微生物学部門
- 第8回　楊煥明（英語版）（北京ゲノム研究所主任）
- 第9回　ヨンユット・ユッタウォン（タイ国立遺伝子生命工学研究センター主任研究員）
- 第10回　高明三（ソウル大学名誉教授）
- 第11回　フィリップ・ヨー（英語版）（シンガポール科学技術庁長官）
- 第12回　張俊彦（交通大学名誉教授）
- 第13回　C・N・R・ラオ（ジャワハルラル・ネルー先端科学研究所名誉所長）
- 第14回　マレーシア森林研究所（英語版）
- 第15回　陳定信（英語版）（台湾大学医学部教授）
- 第16回　呉茂昆（英語版）（中央研究院物理研究所所長）
- 第17回　翁啓恵（中央研究院院長）
- 第18回　テジラジ・アミナバビ（ソニア薬科大学名誉教授）
- 第19回　高福（中国科学院病原微生物・免疫学重点実験室主任・教授、中国疾病予防制御センター副所長）
- 第20回　王貽芳（中国科学院高能物理研究所所長）
- 第21回　江雷（中国科学院理化技術研究所教授）
- 第22回　頼明詔（中国語版）（台湾の中央研究院分子生物研究所名誉フェロー）
- 第23回　グエン・タイン・リエム（英語版）（ビンメック幹細胞・遺伝子技術研究所所長）
- 第24回　廖一久（英語版）（国立台湾海洋大学終身教授）
- 第25回　タラッピル・プラディープ（英語版）（インド工科大学マドラス校教授）

### 文化部門
- 第1回　ダラー・カンラヤ（情報文化省文芸文化局副局長）
- 第2回　ホセ・マセダ（フィリピン大学名誉教授）
- 第3回　キム・ジョンオク（劇団自由創立者、芸術監督）
- 第4回　ダン・ニャット・ミン（英語版）（映画監督）
- 第5回　ピンヨ・スワンキリ（建築家）
- 第6回　ネワール語辞書委員会
- 第7回　クリスティン・ハキム（英語版）（女優、映画製作者）
- 第8回　ウルワシー・ブターリア（英語版）（作家、出版社共同創設者）
- 第9回　アルバート・ウェント（英語版）（作家、オークランド大学教授）
- 第10回　郭大烈（雲南民族学会会長）
- 第11回　ソピリン・チアム・シャピロ（英語版）（舞踊家）
- 第12回　ゴーパル・ベヌ（ナターナ・カイラリ（伝統芸術研究研修センター）所長）
- 第13回　安聖基（俳優）
- 第14回　ラレットナ・アディシャクティ（ガジャマダ大学大学院講師）
- 第15回　マントゥブ・スダルソノ（インドネシア語版）（ジャワ影絵芝居人形遣い）
- 第16回　バオ・ニン（作家）
- 第17回　シビル・ウェッタシンハ（絵本作家）
- 第18回　ヴァン・モリヴァン（建築家）
- 第19回　メーファールアン財団（英語版）
- 第20回　アジアユースオーケストラ（英語版）
- 第21回　ドグミド・ソソルバラム（英語版）（俳優・歌手・舞台演出家）
- 第22回　エディ財団（パキスタンの慈善団体）
- 第23回　ビンデシュワル・パタク（英語版）（スラブ・インターナショナル創設者）
- 第24回　シネマラヤ財団（英語版）
- 第25回　ラム・プラサド・カデル（ネパール音楽博物館長）